# Slutsky-vergelijking
In de micro-economie, een deelgebied van de economie, relateert de Slutsky-vergelijking (of Slutsky-identiteit, ook wel Sloetski-vergelijking) veranderingen in de Marshalliaanse vraag aan veranderingen in de Hicksiaanse vraag. De Slutsky-vergelijking is vernoemd naar de Russische econoom Eugen Sloetski (1880-1948) (Slutsky is de Engelse transliteratie). De Slutsky-vergelijking toont aan dat veranderingen in de vraag als gevolg van prijsveranderingen het resultaat van twee effecten zijn:
- Een substitutie-effect, het resultaat van een verandering in de ruilwaarde tussen twee goederen; en
- Een inkomenseffect, het effect van een prijswijziging resulteert in een verandering in de koopkracht van de consument.

Elk element van de Slutsky-matrix wordt gegeven door 
{\displaystyle {\partial x_{i}(p,w) \over \partial p_{j}}={\partial h_{i}(p,u) \over \partial p_{j}}-{\partial x_{i}(p,w) \over \partial w}x_{j}(p,w),\,}
waar {\displaystyle h(p,u)} de Hicksiaanse vraag en {\displaystyle x(p,w)} de Marshalliaanse vraag is, op prijsniveau p, vermogensniveau w, en het nutsniveau u. De eerste term staat voor het substitutie-effect, en de tweede term voor het inkomenseffect.

## Voetnoten
1. ↑   Nicholson, W. 2005. Microeconomic Theory. 10e editie. Mason, Ohio. Thomson Higher Education.